# Phyllachora atrofigurans
Phyllachora atrofigurans är en svampart som beskrevs av Rehm 1913. Phyllachora atrofigurans ingår i släktet Phyllachora och familjen Phyllachoraceae.   Inga underarter finns listade i Catalogue of Life.